# Débats-Rivière-d'Orpra
Débats-Rivière-d'Orpra là một xã trong tỉnh Loire miền trung nước Pháp.